# Johannes Antonius Linders
Johannes Antonius Linders (Vierlingsbeek, 10 mei 1899 – Hulst, 10 oktober 1973) was een Nederlands politicus.
Hij werd geboren als zoon van Jacobus Martinus Linders (1863-1952; winkelier) en Petronella Hendrika Bus (1857-1924). Hij ging naar de Middelbare Handelsschool in Nijmegen en was vanaf 1918 als ambtenaar ter secretarie werkzaam bij de gemeente Vierlingsbeek. Begin 1931 werd hij adjunct-commies bij de gemeente Valkenswaard alwaar hij het bracht tot hoofdcommies. Vanaf maart 1940 was Linders de burgemeester van Berghem waarbij J.L.A. Stevens vanaf september 1942 korte tijd waarnemend burgemeester van Berghem was. In 1944 werd Linders ontslagen waarna Berghem een NSB'er als burgemeester kreeg. Na de bevrijding keerde Linders terug in zijn oude functie. In 1946 volgde zijn benoeming tot burgemeester van Bergeijk en Luyksgestel. Hij bleef burgemeester van die gemeenten tot 1960 en overleed in 1973 op 74-jarige leeftijd.